# Heaven Shall Burn... When We Are Gathered
Heaven Shall Burn... When We Are Gathered – album studyjny szwedzkiego zespołu black metalowego Marduk. Wydawnictwo ukazało się 14 czerwca 1996 roku nakładem wytwórni muzycznej Osmose Productions. Nagrania zostały zarejestrowane w należącym do Petera Tägtgrena Abyss Studio w Szwecji w 1996 roku.

## Lista utworów
Opracowano na podstawie materiału źródłowego.
1. "Summon the Darkness" - 00:21 (utwór instrumentalny)
2. "Beyond the Grace of God" - 05:17
3. "Infernal Eternal" - 04:41
4. "Glorification of the Black God" - 04:52
5. "Darkness It Shall Be" - 04:40
6. "The Black Tormentor of Satan" - 04:15
7. "Dracul Va Domni Din Nou In Transilvania" - 05:39
8. "Legion"- 05:55

## Wydania
| Rok  | Nr katalogowy     | Format               | Wydawca                  | Region    | Źródło |
| ---- | ----------------- | -------------------- | ------------------------ | --------- | ------ |
| 1996 | OPCD 040, OPCD040 | CD, Album)           | Osmose Productions       | Francja   | [ 4 ]  |
| 1996 | OPLP 040          | LP, Album, Gat       | Osmose Productions       | Francja   | [ 4 ]  |
| 1996 | OPCD 040          | CD, Album            | Osmose Productions       | Francja   | [ 4 ]  |
| 1996 | OPCD 040          | CD, Album, Promo     | Osmose Productions       | Francja   | [ 4 ]  |
| 1996 | OPLP 040          | LP, Pic              | Osmose Productions       | Francja   | [ 4 ]  |
| 1996 | 148               | Cass                 | Morbid Noizz Productions | Polska    | [ 4 ]  |
| 2004 | BLOOD 028         | CD, Album, RM, RE    | Blooddawn Productions    | Szwecja   | [ 4 ]  |
| 2004 | CDM 0304-1756     | CD, Album, Enh       | CD-Maximum               | Rosja     | [ 4 ]  |
| 2007 | D.I. 106          | CD, Album, RE, RM    | Del Imaginario Discos    | Argentyna | [ 4 ]  |
| 2007 | REG-1005          | CD, Album, RE, RM    | Regain Records           | Szwecja   | [ 4 ]  |
| 2008 | BLOODLP 028       | LP, Album, RM, RE    | Blooddawn Productions    | Szwecja   | [ 4 ]  |
| 2008 | BLOODLP 028       | LP, Pic, RE, RM, Ltd | Blooddawn Productions    | Szwecja   | [ 4 ]  |